# Waregem
Waregem é um município belga da província da Flandres Ocidental. O município é constituído pelas vilas de Beveren, Desselgem, Sint-Eloois-Vijve e Waregem propriamente dita. Waregem faz parte do distrito de   Kortrijk. Em 1 de Janeiro de 2006,  Waregem tinha uma população de   of 35.852 habitantes, uma área total de 44.34 km² e uma densidade populacional de   of 809 habitantes por km².
Waregem é conhecida pela sua corrida anual de cavalos no hipódromo local que têm lugar na primeira terça-feira após o último domingo de Agosto. Em neerlandês o evento é conhecido como  Waregem Koerse e é acompanhado por uma semana de festividades.
Waregem é a sede da antiga equipa de futebol chamada K.S.V. Waregem que actualmente se denomina de S.V. Zulte-Waregem.

## História

### Origens
Os primeiros habitantes desta região florestada ao longo do Rio Lys datam do período pré romano. Foram achadas moedas de bronze e artefactos associados com o paríodo galo-romano revelam uma intensa atividade nos primeiros séculos da nossa era. Não é surpreendente o facto que Sint-Eloois-Vijve ficava na intersecção de uas importantes vias romanas: Cassel-Tongeren e Bavai-Oudenburg.  O nome do actual município refere-se a um certain “Waro” clã ou tribo, datando do período Franco.

### Idade Média

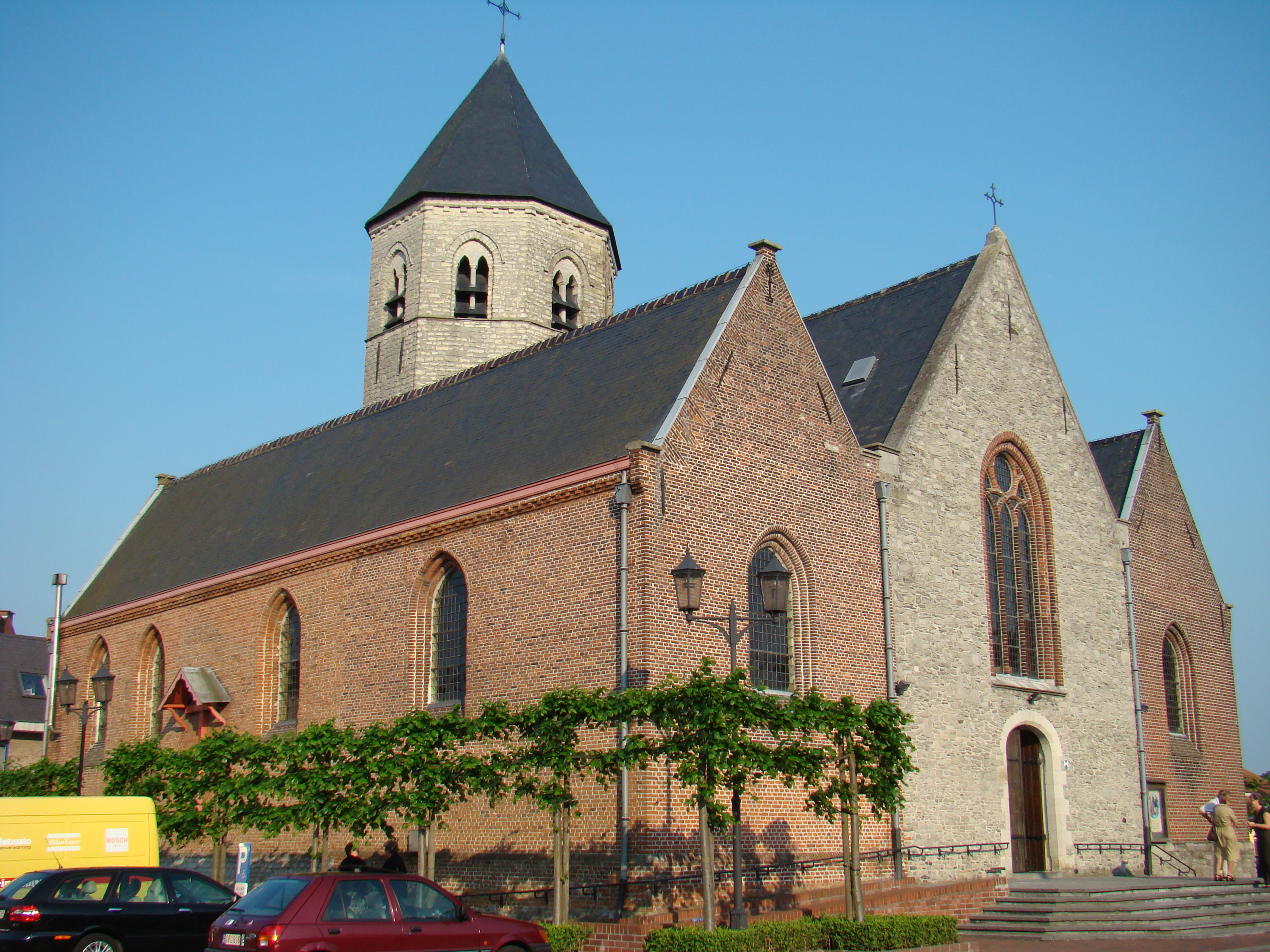
Igreja de St-Eloois-Vijve

## Geminadas
Waregem encontra-se geminada com as seguintes localidades:
- Ruanda: Ngarama, distrito de Gatsibo * Hungria: Szekszard
- Espanha: Jerez
- Chéquia: Pardubice
- Portugal: Golegã